# Abisso di Malga Fossetta
L'abisso di Malga Fossetta è una profonda cavità dell'altopiano dei Sette Comuni, complesso carsico ricco di grotte (2.562 esplorate al 2009) . L'abisso è situato nel Comune di Enego, in provincia di Vicenza. L'abisso di Malga Fossetta, con la sua profondità attualmente conosciuta di oltre 1.000 m, risulta la seconda cavità più profonda del Veneto (la prima ad essere scoperta a superare i 1000 m di profondità) e una delle più profonde d'Italia .
Recenti esplorazioni vedono una possibile connessione con la sottostante Grotta della Bigonda (una delle grotte italiane più estese) che porterebbe così la profondità dell'abisso ad oltre 1.400 m, facendone, in caso ciò fosse accertato, la grotta più profonda d'Italia e una delle più profonde del pianeta .

## Localizzazione
L'ingresso dell'abisso si trova nelle immediate vicinanze di Malga Fossetta (da cui prende il nome), precisamente a quota 1744m slm in località Bosco dei Larese, non lontano dalle pendici del monte Ortigara, sull'altopiano di Asiago. All'ingresso è presente un grosso cilindro metallico di colore verde che costituisce l'ingresso invernale della grotta, in quanto, d'inverno, il manto nevoso nella zona può ricoprire il terreno anche per diversi metri.

## Storia
La cavità fu scoperta dal Gruppo Grotte Schio (G.G.S.) negli anni settanta del secolo scorso e la sua esplorazione si è protratta per quasi due decenni prima di subire un momentaneo arresto. Fu il Gruppo Grotte "E. Roner" di Rovereto che, a partire da metà degli anni novanta, tornò ad esplorare la grotta. In seguito i due gruppi unirono le forze e, il 3 giugno 2011, unitamente al Gruppo Grotte CAI, gli speleologi hanno raggiunto la nuova profondità di 1.011 m (in precedenza la grotta era stata misurata profonda -974 m), profondità che ancora non è quella definitiva .

## Geomorfologia
La cavità si presenta come una lunga sequenza di pozzi di profondità variabile. I pozzi generalmente sono ampi e, almeno fino a -400 m, la verticale massima è di 54 m. Oltre i -450 m si incontra un enorme pozzo cascata della profondità di ben 200 m dove, superato un lungo ed esiguo meandro e una successiva serie di piccoli pozzi, la grotta si sdoppia per raggiungere il vecchio fondo di -940 m e l'attuale fondo a -1011 m. La grotta si sviluppa inizialmente nei Calcari Grigi e poi quasi completamente nella Dolomia Principale.